# Malvaviscus achanioides
Malvaviscus achanioides là một loài thực vật có hoa trong họ Cẩm quỳ. Loài này được (Turcz.) Fryxell mô tả khoa học đầu tiên năm 1979.